# Rattus mollicomulus
Rattus mollicomulus é uma espécie de roedor da família Muridae.
Apenas pode ser encontrada na Indonésia.